# Kerestalen

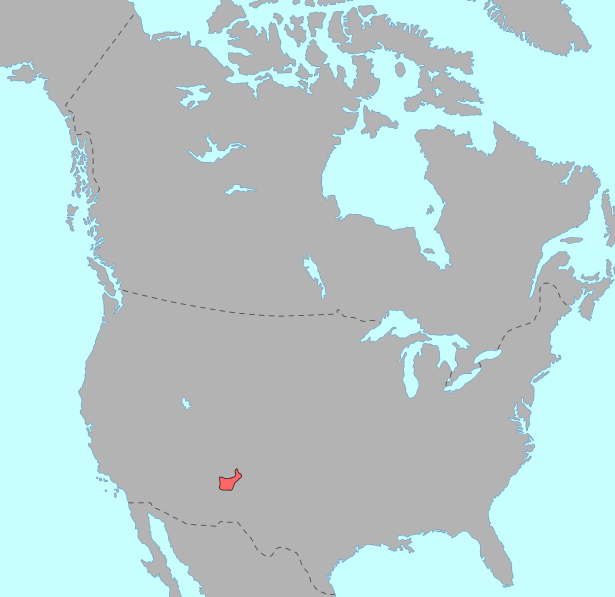
Oorspronkelijke verbreiding van de Kerestalen

De Kerestalen vormen een taalfamilie van indiaanse talen, gesproken door de Keres in de Amerikaanse staat New Mexico. De Kerestalen vormen een dialectcontinuüm, waarbinnen naburige variëteiten onderling verstaanbaar zijn. De oostelijke en westelijke groep verschillen duidelijk van elkaar en worden vaak als aparte talen beschouwd.
De Kerestalen zijn niet bewezen verwant aan andere taalfamilies. Edward Sapir schaarde de talen onder de Hokan-Siouxtalen. De Amerindische hypothese van Joseph Greenberg schaart Keres met Sioux, Irokees, Caddo en Yuchi onder de Keresioux-talen. Deze voorstellen worden in taalkundige kringen zelden aanvaard.

## Talen
- Oostelijk Keres: totaal 4,580 sprekers (1990 census)
  - Cochiti Pueblo: 384 sprekers (1990 census)
  - San Felipe – Santo Domingo: San Felipe Pueblo: 1,560 sprekers (1990 census), Santo Domingo Pueblo: 1,880 sprekers (1990 census)
  - Zia–Santa Ana: Zia Pueblo: 463 sprekers (1990 census), Santa Ana Pueblo: 229 sprekers (1990 census)
- Westelijk Keres: totaal 3,391 sprekers (1990 census)
  - Acoma Pueblo: 1,696 sprekers (1980 census)
  - Laguna Pueblo: 1,695 sprekers (1990 census)